# Lesley Paterson
Lesley Paterson (* 12. Oktober 1980 in Stirling) ist eine ehemalige schottische Duathletin und Triathletin, die heute als Schauspielerin, Drehbuchautorin und Produzentin aktiv ist.
Sie ist zweifache ITU-Weltmeisterin Cross-Triathlon (2012, 2018), Xterra-Europameisterin (2015) und Weltmeisterin (2011, 2012, 2018) sowie Vize-Weltmeisterin auf der Rennserie der ITU und Xterra (2009, 2013, 2015, 2016, 2019).

## Werdegang
Schon im Alter von 14 Jahren wurde Lesley Paterson schottische Triathlon-Meisterin.

### Junioren-Vize-Weltmeisterin Duathlon 2000
2000 wurde sie Duathlon-Vize-Weltmeisterin bei den Juniorinnen. Paterson zog 2001 von Schottland in die USA und lebt heute in San Diego. Seit August 2002 ist sie mit Simon Marshall verheiratet. Im Oktober 2011 wurde sie Xterra-Weltmeisterin im Cross-Triathlon, nachdem sie hier schon 2009 den Vize-Weltmeistertitel errungen hatte.

### ITU-Weltmeisterin Cross-Triathlon 2012
2012 konnte sie diesen Erfolg wiederholen und auch die Weltmeisterschaft der Internationalen Triathlon Union (ITU) für sich entscheiden. Im Juli 2013 wurde sie in den Niederlanden Zweite bei der Cross-Triathlon-Weltmeisterschaft der ITU und im August wurde sie ebenso Zweite bei der Xterra-Weltmeisterschaft.

### Xterra-Europameisterin Cross-Triathlon 2015
Im September 2015 wurde sie in England Xterra-Europameisterin. Auf Hawaii wurde sie im Oktober 2016 nach 2009, 2013 und 2015 zum vierten Mal Vize-Weltmeister Cross-Triathlon Xterra. Bei der Xterra-Weltmeisterschaft belegte sie auf Hawaii im Oktober 2017 den fünften Rang.
Im Juli 2018 wurde sie zum zweiten Mal ITU-Weltmeisterin Cross-Triathlon und im Oktober wurde die 38-Jährige zum dritten Mal Xterra-Weltmeisterin. Seit 2019 tritt sie nicht mehr international in Erscheinung.

### Filmkarriere
Nach ihrem Master-Abschluss in Theaterwissenschaften begann Paterson eine Karriere als Schauspielerin, Drehbuchautorin und Produzentin. Sie lebt mit ihrem Ehemann in San Diego.
Lesley Paterson gründete gemeinsam mit dem britischen Drehbuchautor Ian Stokell eine Filmproduktionsfirma und gemeinsam mit ihm schrieb sie das Drehbuch für die Neuverfilmung des Romans Im Westen nichts Neues (2022) von Edward Berger. Dies brachte ihr eine Nominierung bei den British Academy Film Awards 2023 und der Oscarverleihung 2023 ein.

## Sportliche Erfolge
| Datum/Jahr    | Rang | Wettbewerb                       | Austragungsort | Zeit     | Bemerkung                                 |
| ------------- | ---- | -------------------------------- | -------------- | -------- | ----------------------------------------- |
| 30. März 2013 | 3    | Ironman 70.3 California          | Oceanside      | 04:17:46 |                                           |
| 1. Mai 2011   | 4    | Ironman 70.3 St. Croix           | Saint Croix    |          |                                           |
| 5. Juni 2011  | 1    | Ironman 70.3 Mooseman            | Newfound       |          | Sieg vor der US-Amerikanerin Caitlin Snow |
| 13. Nov. 2010 | 7    | Ironman 70.3 World Championships | Clearwater     | 04:18:01 | Weltmeisterschaft in Florida              |
| 27. März 2010 | 2    | Ironman 70.3 California          | Oceanside      | 04:24:31 |                                           |
| 14. Juni 2009 | 5    | UK Ironman 70.3                  | Somerset       |          |                                           |

| Datum/Jahr | Rang | Wettbewerb                                   | Austragungsort | Zeit | Bemerkung                                                                   |
| ---------- | ---- | -------------------------------------------- | -------------- | ---- | --------------------------------------------------------------------------- |
| 2000       | 2    | ITU Duathlon World Championship Junior Women | Calais         |      | Duathlon-Vize-Weltmeisterin Junioren – hinter der Schweizerin Nicola Spirig |

| Datum/Jahr    | Rang | Wettbewerb                              | Austragungsort           | Zeit     | Bemerkung                                                                                      |
| ------------- | ---- | --------------------------------------- | ------------------------ | -------- | ---------------------------------------------------------------------------------------------- |
| 27. Okt. 2019 | 2    | Xterra World Championships              | Maui                     | 03:03:36 | Xterra-Vizeweltmeisterin                                                                       |
| 30. Apr. 2019 | 5    | ITU Cross Triathlon World Championships | Pontevedra               | 02:13:38 |                                                                                                |
| 28. Okt. 2018 | 1    | Xterra World Championships              | Maui                     | 03:29:07 | Xterra-Weltmeisterin                                                                           |
| 10. Juli 2018 | 1    | ITU Cross Triathlon World Championships | Fyn                      | 02:27:10 | zum zweiten Mal ITU-Weltmeisterin Cross-Triathlon                                              |
| 29. Okt. 2017 | 5    | Xterra World Championships              | Maui                     | 03:06:02 | Xterra-Weltmeisterschaft                                                                       |
| 23. Okt. 2016 | 2    | Xterra World Championships              | Maui                     | 03:25:02 | Xterra-Vize-Weltmeisterin                                                                      |
| 3. Juli 2016  | 1    | Xterra France                           | Xonrupt                  | 03:38:30 |                                                                                                |
| 1. Nov. 2015  | 2    | Xterra World Championships              | Maui                     | 02:59:16 | Vize-Weltmeisterin Cross-Triathlon                                                             |
| 1. Sep. 2015  | 1    | Xterra European Championships           | Cranleigh                | 02:54:26 | Xterra-Europameisterin – bei der Xterra England                                                |
| 16. Mai 2015  | 1    | Xterra Southeast Coast Championships    | Pelham (Alabama)         |          |                                                                                                |
| 27. Okt. 2013 | 2    | Xterra World Championships              | Maui                     | 03:00:14 | Vize-Weltmeisterin Cross-Triathlon                                                             |
| 13. Juli 2013 | 2    | ITU Cross Triathlon World Championships | Den Haag                 | 02:27:25 | Vize-Weltmeisterin Cross-Triathlon – hinter der Tschechin Helena Erbenová                      |
| 13. Apr. 2013 | 1    | Xterra West Coast Championships         | Las Vegas                | 02:30:04 |                                                                                                |
| 2. März 2013  | 1    | Xterra Philippines                      | Liloan                   |          |                                                                                                |
| 28. Okt. 2012 | 1    | Xterra World Championships              | Maui                     | 02:44:12 | Weltmeisterin im Cross-Triathlon                                                               |
| 22. Sep. 2012 | 1    | Xterra USA National Championships       | Ogden                    |          |                                                                                                |
| 19. Mai 2012  | 1    | ITU Cross Triathlon World Championships | Shelby County            | 02:24:39 | Weltmeisterin Cross-Triathlon – im Rahmen der Xterra Southeast Coast Championships             |
| 23. Okt. 2011 | 1    | Xterra World Championships              | Maui                     | 02:45:59 | Weltmeisterin im Cross-Triathlon (1,5 km Schwimmen, 29,5 km Mountainbike und 9,8 km Crosslauf) |
| 15. Mai 2011  | 1    | Xterra Pacific Championships            | Santa Cruz (Kalifornien) | 02:33:13 | [ 5 ]                                                                                          |
| 25. Okt. 2009 | 2    | Xterra World Championships              | Maui                     | 03:04:16 | Vize-Weltmeisterin Cross-Triathlon, hinter Julie Dibens                                        |

(DNF – Did Not Finish)